# Plectida
Plectida (лат.) — отряд мелких круглых червей из класса Chromadorea.

## Описание
Морские, пресноводные и наземные нематоды. 

## Систематика
Впервые было предложено в 1973 году Гадеа (Gadea, 1973), и позднее обосновано Малаховым (1982, 1986) для группы семейств, ранее включаемых в отряды Araeolaimida, Chromadorida, Monhysterida и Enoplida. Включает до 18 семейств, до 75 родов и до 500 видов (2011).
- Надсемейство Camacolaimoidea Micoletzky, 1924
  - Семейство Camacolaimidae De Coninck & Schuurmans Stekhoven, 1933 (14 родов, 65 видов)
  - Семейство Rhadinematidae Lorenzen, 1981
- Надсемейство Ceramonematoidea Cobb, 1913
  - Семейство Ceramonematidae Cobb, 1913
  - Семейство Diplopeltoididae Tchesunov, 1990
  - Семейство Paramicrolaimidae Lorenzen, 1981
  - Семейство Tarvaiidae Lorenzen, 1981
  - Семейство Tubolaimoididae Lorenzen, 1981
- Надсемейство Haliplectoidea De Coninck, 1965
  - Семейство Haliplectidae Chitwood, 1951 (De Coninck 1965) (3 рода, 24 вида)
  - Семейство Peresianidae Vitiello & De Coninck, 1968 (Lorenzen 1981) (1 род, 3 вида)[8]
- Надсемейство Leptolaimoidea Orley, 1880
  - Семейство Aphanolaimidae Chitwood, 1936
  - Семейство Leptolaimidae Orley, 1880
- Надсемейство Plectoidea Oerley, 1880 (Chitwood, 1937)
  - Семейство Chronogasteridae Gagarin, 1975 (4 рода, 50 видов)
  - Семейство Metateratocephalidae Eroshenko, 1973 (2 рода, 9 видов)
  - Семейство Pakiridae Inglis, 1983
  - Семейство Plectidae Oerley, 1880 (3 подсемейства, 12 родов, 140 видов)
    - Подсемейства Anaplectinae — Plectinae — Wilsonematinae
- Incertae sedis
  - Семейство Aegialoalaimidae Lorenzen, 1981 (Aegialoalaimus)
  - Семейство Aulolaimidae Jairajpuri & Hopper, 1968 (Aulolaimus)
  - Семейство Ohridiidae Andrássy, 1976 (Domorganus=Ohridius)

По классификации 2014 года вместо надсемейств выделяются 2 подотряда, подотряд Plectina из 8 семейств (около 400 видов: Ohridiidae, Leptolaimidae, Aphanolaimidae, Camacolaimidae, Rhadinematidae, Chronogasteridae, Metateratocephalidae, и Pakiridae как подсемейство Pakirinae в составе Plectidae), подотряд Ceramonematina из 4 семейств (около 100 видов: Ceramonematidae, Diplopeltoididae, Tarvaiidae,  Tubolaimoididae), а все остальные рассматриваются Incertae sedis (Aegialoalaimidae, Aulolaimidae, Haliplectidae, Paramicrolaimidae).